# Dominique de Courcelles
Dominique de Courcelles (París 10 de junio de 1953) es una historiadora de las ideas francesa.

## Biografía

### Estudios e investigación
Estudió en la École Nationale des Chartes. Ella se sacó los títulos de archivera, paleógrafa, y restauración arquitectónica. Fue alumna de Michel Mollat du Jourdin, Jacques Monfrin e Yves-Marie Bercé. Fue miembro científico de la Casa de Velázquez entre 1983 y 1986. También ha sido discípula de Albert Hauf y Martí de Riquer. Se doctoró en Letras en 1988 en la Escuela de Estudios Superiores en Ciencias Sociales de París.  Tiene también una licenciatura en teología en el Instituto Católico de París.
Es directora de investigación en el Centro Nacional para la Investigación Científica francés. Desde 1993 a 2000, ha sido miembro del laboratorio dirigido por Agustín Redondo, el Centro de Investigación sobre el Siglo de Oro español. Desde 2000 a 2015, ha sido miembro del laboratorio cuyo director es Pierre-François Moreau, el Centre d’études en rhétorique, philosophie et histoire des idées (Centro de estudios sobre retórica, filosofía e historia de las ideas) en la Escuela Normal Superior de Lyon. Es investigadora asociada en la École Nationale des Chartes, donde es miembro del Centro Jean Mabillon, cuyo director es Olivier Poncet.
Desde 1988 a 2005 ha dado clases en el Instituto Católico de París, en el Institut de sciences et théologie des religions (Instituto de ciencias y teología de religiones). Desde 1998 ha dado clases de historia comparada de culturas y religiones en la École polytechnique (Escuela Politécnica), en el departamento de humanidades y ciencias sociales. De 2002 a 2008, ha impartido clases de ética y gestión de un desarrollo sostenible en la Escuela de Estudios Superiores en Ciencias Sociales de París. Da clases también en la Universidad París-Dauphine (moral económica de los tres monoteísmos).
De 2005 a 2015, ella ha dado clases en el Institut national d'histoire de l'art (Instituto Nacional de Historia del Arte): seminario « Humanismos, mística, cosmologías : literatura, pintura, cine »; en el Centre de recherche sur les arts et le langage (Centro de investigación del arte y del lenguaje) de la Escuela de Estudios Superiores en Ciencias Sociales de París y en el Centre des études cinématographiques (Centro de estudios cinematográficos) de la Universidad Sorbona Nueva - París 3. Ha organizado diversos simposios en Francia y en el extranjero, y ha sido comisaria de diversas exposiciones. 
Desde 2015, ella es miembro del laboratorio Théta-Théorie et histoire de l’esthétique, du technique et des arts (Théta-teoría e historia de la estética, la técnica y las artes), cuyo director es Pierre Caye, de la Escuela Normal Superior, Paris Sciences Lettres Research University (PSL).
En 2015, su proyecto de investigación « La raison du merveilleux à la Renaissance et dans la première modernité » (la razón de lo maravilloso en el Renacimiento y la primera modernidad) fue premiado por el Paris Sciences Lettres Research University Escuela Normal Superior.

### Principales campos de investigación
Después de haber estudiado historia, historia del arte, filología y filosofía, literatura y teología, Dominique de Courcelles hizo sus primeros trabajos de investigación sobre los siguientes temas : Les ex-voto marins du Roussillon (Los ex votos marinos del Rosellón) (máster en historia), dirigido por Michel Mollat du Jourdin ; los manuscritos iluminados del Roman de la Rose en las bibliotecas europeas (Diploma de Estudios Avanzados en historia del arte), dirigido por Jacques Thirion y Marie-Madeleine Gauthier ; La parole risquée de Raymond Lulle entre le christianisme, le judaïsme et l’islam (La palabra arriesgada de Ramon Llull entre el cristianismo, el judaísmo y el islam) (máster en teología), dirigido por Jean Greisch ; Les goigs de Catalogne : entre le corps, l’image et la voix (Los goigs de Cataluña: entre el cuerpo, la imagen y la voz) (tesis doctoral) dirigida por Louis Marin.
Sus trabajos de investigación tienen relación básicamente con el mundo hispánico : Cataluña, País Valenciano, Islas Baleares (principalmente Ramon Llull, pero también Ausiàs March, Bernat Metge, Joanot Martorell, Tirant lo Blanch, etc.) ; España en el Renacimiento y su Siglo de Oro (Teresa de Jesús, Juan de la Cruz, Pedro Mexía, Miguel de Cervantes, etc.) ; Nueva España (México) (Bernal Díaz del Castillo, Bernardino de Sahagún, Antonio de Saavedra y Guzmán, Remedios Varo, etc.). 
Sus publicaciones tratan también de autores como Margarita Porete, Hadewijch de Amberes, etc., pero también san Agustín, Nicolás de Cusa, Enrique Cornelio Agripa de Nettesheim, Paracelsus, Michel de Montaigne, Angélique Arnauld, etc.
Sus investigaciones tienen dos direcciones principales : 1) El misticismo respecto a la filosofía y a la creación literaria y artística, durante el fin de la Edad Media y la primera modernidad, y también en el mundo contemporáneo. 2) Interpretación de los cuatro elementos en literatura, arquitectura, pintura y cine.

### Asesoramiento sobre problemas contemporáneos
Dominique de Courcelles ha hecho algunas investigaciones y tareas de asesoramiento sobre temas y problemas contemporáneos. 
En 2009, ella fue la autora y realizadora de la película Entre le Feu et l’Eau (Entre Agua y Fuego), que trata de los cuatro elementos y el suministro de agua en la megalópolis de la Ciudad de México; el film fue exhibido el 5 de junio de 2009 en Nueva York, durante el día para el medio ambiente de la ONU; se han hecho proyecciones también en todos los continentes, por ejemplo en la Feria Universal de Shanghái en 2010.
Desde 2009 a 2015, Dominique de Courcelles ha sido miembro del comité de asesoramiento de los Ateliers de la Terre (Talleres de la Tierra). Esta asociación dejó de existir en 2015.
En enero de 2014 en la Fondation Singer-Polignac (Fundación Singer-Polignac) ella fue directora del encuentro internacional « Actes pour une économie juste » (Actos para una Economía Justa).
Es miembro de la Cátedra Unesco de Diálogo Intercultural en el Mediterráneo, Universidad Rovira i Virgili (Tarragona).

### Dirección de tesis doctorales
Dominique de Courcelles supervisa diversas tesis doctorales en historia de las ideas (filosofía, economía, arte, religión), que combinan tanto fuentes históricas como contemporáneas, en la Escuela Normal Superior de París y en la Escuela Normal Superior de Lyon. Desde 1994 es responsable del seminario de doctorado « transferencias culturales » (seis sesiones por año más o menos).

### Relevancia internacional
Dominique de Courcelles es invitada cada año a universidades y centros de investigación extranjeros. 
Dominique de Courcelles es miembro electo de la Academia de Ciencias, Artes y Letras Hispano-Americana de México.
En 2003 ella impartió clases en el Seminario Marcel Bataillon de la Universidad Nacional Autónoma de México (UNAM), México.
Ha sido miembro electo de la Real Academia de Buenas Letras de Barcelona de Barcelona, y del Instituto de Estudios Catalanes (Sección de Ciencias Históricas, Filológicas y Litúrgicas) de Barcelona.
En 2004 fue elegida miembro del Colegio Internacional de Filosofía de París.
En 2013 recibió el Premio Crítica Serra d'Or por la versión catalana (2012) de su trabajo sobre Ramon Llull.

## Obras
En este enlace se puede encontrar una completa selección bibliográfica de Dominique de Courcelles de sus trabajos de los últimos diez años.

### Libros
- La parole risquée de Raymond Lulle; entre le judaïsme, le christianisme et l’islam. Paris, Librairie philosophique Vrin, 1992. (en francés)
- Augustin ou le génie de l’Europe. Paris. Éd. Jean-Claude Lattès. 1995. (en francés)
- Montaigne au risque du Nouveau Monde. Paris. Éd. Brepols. 1996. (en francés)
- Le Sang de Port-Royal. Paris, Éd. de l’Herne. 1996. (en francés)
- Stigmates, « Cahiers de l’Herne ». Paris, Éd. de l’Herne. 2000. (en francés)
- Langages mystiques et avènement de la modernité. Paris. Ed. Champion, 2003. (en francés)
- Voyage d’herbe et de pluie. Bari : Schena Editore, Collana Poesia e Racconto. 2006. 140 p. (cuento poético y filosófico). (en francés)
- De soplo y de espejo : Lorca-Gades-Saura en Bodas de sangre. Barcelone, Ed. Alpha-Decay. 2007.
- Enjeux philosophiques de la mystique. Grenoble. Éd. Millon. 2007 (Directora, obra colectiva). (en francés)
- Globale Diversité: pour une approche multiculturelle du management. Éd. École Polytechnique. 2008. (en francés)
- Voir Dieu, la vision mystique. (Directrice, dossier collectif). Religions & Histoire, Éd. Faton. 2008. (en francés)
- Ecrire l’histoire, écrire des histoires dans le monde hispanique. Paris. Librairie philosophique Vrin. 2009. 410 p. (en francés)
- Escribir historia, escribir historias en el mundo hispánico. México, Ed. UNAM, 2011. 428 p.
- Ausiàs March. Cants de Mort/Chants de mort. València, Institució Alfons el Magnànim, 2011. Col. "Biblioteca d’Autors Valencians". (en catalán)
- Histoire philosophique et culturelle des éléments 1 -Goûter la Terre. Paris. Éd. de l’Ecole des chartes. 2015 (Directora, obra colectiva). (en francés)